# Каллон, Яя
Яя Каллон (англ. Yayah Kallon; родился 30 июня 2001 года, Сефаду, Сьерра-Леоне) — сьерра-леонский футболист, нападающий итальянского клуба «Эллас Верона», выступающий на правах аренды за клуб «Бари».

## Карьера
Является воспитанником «Савоны» и «Дженоа». За первых дебютировал в матче против «Санремезе», где отдал два голевых паса. 3 октября 2018 года заболел остеомиелитом лобка и выбыл на 85 дней. Всего за «Савону» сыграл 18 матчей, где отдал 6 голевых передач.
1 июля 2019 года перешёл в «Дженоа». За клуб дебютировал в матче против «Кальяри». Из-за мышечных проблем и неизвестного повреждения пропустил 9 матчей. 26 августа 2022 года был отдан в аренду в «Эллас Верона». За клуб дебютировал в матче против «Эмполи», где забил гол.